# Калиновка (Цівільський район)
Кали́новка (рос. Калиновка, чув. Калинин) — присілок у складі Цівільського району Чувашії, Росія. Входить до складу Медікасинського сільського поселення.
Населення — 67 осіб (2010; 86 у 2002).
Національний склад:
- чуваші — 99 %